# HOXA10
HOXA10 (англ. Homeobox A10) – білок, який кодується однойменним геном, розташованим у людей на короткому плечі 7-ї хромосоми. Довжина поліпептидного ланцюга білка становить 410 амінокислот, а молекулярна маса — 42 414.
| 10         |  | 20         |  | 30         |  | 40         |  | 50         |
| ---------- |  | ---------- |  | ---------- |  | ---------- |  | ---------- |
| MSARKGYLLP |  | SPNYPTTMSC |  | SESPAANSFL |  | VDSLISSGRG |  | EAGGGGGGAG |
| GGGGGGYYAH |  | GGVYLPPAAD |  | LPYGLQSCGL |  | FPTLGGKRNE |  | AASPGSGGGG |
| GGLGPGAHGY |  | GPSPIDLWLD |  | APRSCRMEPP |  | DGPPPPPQQQ |  | PPPPPQPPQP |
| APQATSCSFA |  | QNIKEESSYC |  | LYDSADKCPK |  | VSATAAELAP |  | FPRGPPPDGC |
| ALGTSSGVPV |  | PGYFRLSQAY |  | GTAKGYGSGG |  | GGAQQLGAGP |  | FPAQPPGRGF |
| DLPPALASGS |  | ADAARKERAL |  | DSPPPPTLAC |  | GSGGGSQGDE |  | EAHASSSAAE |
| ELSPAPSESS |  | KASPEKDSLG |  | NSKGENAANW |  | LTAKSGRKKR |  | CPYTKHQTLE |
| LEKEFLFNMY |  | LTRERRLEIS |  | RSVHLTDRQV |  | KIWFQNRRMK |  | LKKMNRENRI |
| RELTANFNFS |  |            |  |            |  |            |  |            |

A: Аланін

C: Цистеїн

D: Аспарагінова кислота

E: Глутамінова кислота

F: Фенілаланін

G: Гліцин

H: Гістидин

I: Ізолейцин

K: Лізин

L: Лейцин

M: Метіонін

N: Аспарагін

P: Пролін

Q: Глутамін

R: Аргінін

S: Серин

T: Треонін

V: Валін

W: Триптофан

Кодований геном білок за функцією належить до білків розвитку. 
Задіяний у таких біологічних процесах, як транскрипція, регуляція транскрипції, альтернативний сплайсинг. 
Білок має сайт для зв'язування з ДНК. 
Локалізований у ядрі.